# Kerprich-aux-Bois
Kerprich-aux-Bois – miejscowość i gmina we Francji, w regionie Grand Est, w departamencie Mozela.
Według danych na rok 1990 gminę zamieszkiwało 117 osób, a gęstość zaludnienia wynosiła 18 osób/km² (wśród 2335 gmin Lotaryngii Kerprich-aux-Bois plasuje się na 928. miejscu pod względem liczby ludności, natomiast pod względem powierzchni na miejscu 877.).